# Spytihněv I.
Spytihněv I. iz dinastije Přemyslidov je bil od leta 894 ali 895 do svoje smrti vojvoda Češke, * okoli 875, † 915.

## Življenje
Bil je najstarejši sin vojvode Bořivoja I., prvega zgodovinsko dokumentiranega češkega vladarja, in njegove žene  Ljudmile. Ker sta bila Spytihněv in njegov mlajši brat Vratislav v času očetove smrti okoli leta 889 še mladoletna, so češke dežele prešle pod regentstvo njunega suverena, velikomoravskega vladarja Svetopolka I.
Po Svetopolkovi smrti leta 894 je prišlo do spora za dediščino med njegovima sinovoma Mojmirjem II. in Svetopolkom II. Spytihněv je izkoristil njun spor, da bi se osvobodil moravskega vazalstva. Po frankovskih Fuldskih letopisih se je leta 895 pojavil na cesarskem zboru (Reichstag) v Regensburgu in se poklonil vzhodnofrankovskemu kralju Arnulfu Koroškemu. Poklon je bil pomemben prvi korak do ločitve Češke od moravske nadoblasti. Spytihněv  je okrepil  oblast  Přemyslidov  v osrednji Češki okoli  današnje Prage in dal postaviti več gradov ob mejah svojega kraljestva: v Mělníku, Libusínu, Tetínu, Lštěníju in Boleslavu. Nadaljeval je tudi širitev Praškega gradu kot upravnega središča vzhajajoče vojvodine Přemyslidov kot zamenjavo za zgodnjesrednjeveški gord Levý Hradec.
Spytihněv je še okrepil vezi z Vzhodno Frankovsko, tako da je sklenil zavezništvo z mejnim grofom Luitpoldom Bavarskim, ki se je leta 898 bojeval proti Mojmirju II., tako da se je Češka dokončno ločila od Velikomoravskega kraljestva. Zavezništvo z Vzhodno Frankovsko, ki je bilo zasnovano za zaščito Češke pred uničujočimi vpadi Madžarov, je Češko odprlo karolinški kulturi in utrlo pot zmagoslavju rimskokatoliške cerkve.

## Smrt
Umrl je leta 915, star 33 let. Pokopan je bil verjetno v cerkvi Device Marije na Praškem gradu, kjer je bilo v tistem času pokopanih več članov  Přemyslidske dinastije. Na češkem prestolu ga je nasledil brat Vratislav.